# Линейка (фильм)
«Линейка» (англ. The Lineup) — американский криминальный триллер режиссёра Дона Сигела, вышедший на экраны в 1958 году.
В основу фильма положен полицейский телесериал «Линейка», который шёл на радиоканале CBS в 1950—1953 годах и на телеканале CBS в 1954—1960 годах. Актёр Уорнер Андерсон играет в фильме ту же роль лейтенанта Бена Гатри, которую он играет и в телесериале. Однако его напарник из сериала заменён на инспектора Элла Куайна, роль которого играет Эмиль Мейер.
Несмотря на тесную связь с одноимённым сериалом, в основу фильма положена оригинальная история, написанная сценаристом Стерлингом Силлифантом. В центре внимания картины находятся личности двух психопатических наёмных убийц, которым поручено изъять несколько упаковок с героином, которые ничего не подозревающие туристы, прибывшие на корабле из Азии, ввезли в Сан-Франциско.
Фильм относится к поджанру полицейский процедурал, также называемому «полудокументальным стилем», где большое внимание уделяется детальному показу оперативных методов полиции, деятельности специальных лабораторий и применяемых технических средств. К этому поджанру фильма нуар относятся также такие картины, как «Сборщики налогов» (1947), «Обнажённый город» (1948), «Он бродил по ночам» (1948), «Улица без названия» (1948) и многие другие.
Целый ряд сцен фильма снят на натуре на улицах Сан-Франциско конца 1950-х годов, в том числе на шоссе Эмбаркадеро (которое в то время ещё строилось) и в парке развлечений Сатро. Как отмечает журнал «Variety», «лучшая часть фильма — это его фон с историческими достопримечательностями, включающий мотель „Марк Хопкинс“, дом „Ноб Хилл“, парк развлечений Сатро и Оперный театр».

## Сюжет
После прибытия круизного лайнера в порт Сан-Франциско носильщик на берегу выхватывает у одного из туристов чемодан и бросает его в ожидающее такси, которое мгновенно срывается с места и уезжает на огромной скорости. Неожиданно на пути таксиста появляется выезжающий из переулка грузовик. Таксист начинает маневрировать и не успевает увернуться от появившегося перед ним дорожного полицейского. Он сбивает полицейского насмерть, после чего сам врезается в защитное ограждение и погибает. Проведение расследования поручено лейтенанту Бену Гатри (Уорнер Андерсон) и инспектору Элу Куайну (Эмиль Мейер) из полицейского департамента Сан-Франциско. В автомобиле таксиста они обнаруживают оружие и чемодан. В полицейской лаборатории из чемодана извлекают восточную статуэтку, внутри которой находят крупный пакет с героином. Полиция начинает подозревать в контрабанде наркотиков владельца чемодана, считая носильщика и таксиста либо его сообщниками, либо конкурентами, либо случайными ворами. Детективы направляются в Оперный театр Сан-Франциско, где допрашивают владельца чемодана Филиппа Дресслера (Рэймонд Бейли), который является одним из руководителей театра. Дресслер подробно описывает содержание своего чемодана, говоря, что статуэтку приобрёл в Гонконге. Детективы приглашают Дресслера на следующее утро прийти на опознание носильщика, укравшего его чемодан. Вернув Дресслеру чемодан, полиция устанавливает за ним негласное наблюдение. На опознании в полицейском участке, куда вызваны все 30 носильщиков из порта, Дресслер ни в ком не узнаёт того, кто похитил его чемодан. Детективы направляются в таможню порта Сан-Франциско, руководитель которой говорит, что наркодилеры для ввоза наркотиков в США часто «в тёмную» используют ничего не подозревающих туристов. После того, как наблюдение за Дресслером ничего не даёт, детективы приходят к выводу, что имеют дело именно с таким случаем. Вскоре детективы получают информацию о личности погибшего таксиста. Им оказывается профессиональный водитель, работающий на криминальные банды, который незадолго до того вышел из тюрьмы за участие в вооружённом ограблении. Бен и Эл отправляются на квартиру погибшего таксиста, где находят набор для введения героина, понимая, что погибший таксист был наркоманом. По отметкам на календаре в доме таксиста детективы догадываются, что на следующий день следует ждать ещё одной поставки. Вскоре из залива извлекают тело убитого носильщика, и аутопсия показывает, что ему дали смертельную дозу наркотика. В убитом Дресслер неуверенно признаёт человека, который похитил его чемодан.
Тем временем в Сан-Франциско рейсом из Майами прибывают два наёмных убийцы — Танцор (Илай Уоллак) и Джулиан (Роберт Кит). После приземления они направляются в уединённый мотель, куда за ними заезжает работающий на наркомафию профессиональный водитель Сэнди Маклейн (Ричард Джэкел). Маклейн отвозит Танцора и Джулиана в порт, где они встречаются с человеком, который передаёт им заказ босса банды наркоторговцев. Он говорит, что на сегодняшнем корабле прибыло двое пассажиров и один член команды, которые, не подозревая об этом, провезли в своём багаже упаковки с наркотиками, которые Танцор и Джулиан должны изъять и доставить в условленное место в условленное время. Наблюдая за пассажирами, сходящими на берег с только что пришвартовавшегося круизного корабля, связной наркобанды указывает на чету Сэндерсов, у которых героин спрятан в купленный ими набор столовых принадлежностей. Затем он указывает на Дороти Брэдшоу с маленькой дочерью Синди, фарфоровая кукла которой также содержит тайник с героином, и на моряка Ларри Уорнера, которого попросили перевезти статуэтку лошади, внутри которой также спрятан героин. Передав Танцору их адреса, связной говорит, что они должны собрать наркотики и привезти их в развлекательный парк Сатро, и там поместить их в тайник ровно в 4.00. Маклейн отвозит Танцора и Джулиана в Клуб моряка на встречу с Уорнером, который должен передать им фигурку лошади. Они находят Уорнера в парилке, и он приглашает Танцора зайти в баню для разговора. Оставшись наедине, Уорнер говорит, что догадался, что Танцора интересует не фигурка, а нечто другое, что хранится внутри неё, и требует за провоз статуэтки гонорар в 1000 долларов. Не долго думая, Танцор прямо в парилке убивает Уорнера из пистолета с глушителем, а затем вместе с Джулианом поднимается в номер Уорнера и забирает героин. По возвращении в автомобиль Танцор говорит Джулиану, который увлекается коллекционированием последних слов своих жертв, что Уорнер перед смертью промолвил «зачем быть жадным?». Бен и Эл приезжают в баню, где обнаружено тело Уорнера, и с помощью моряков, которые разговаривали с Джулианом, составляет довольно подробное описание его внешности. Танцор заходит в дом Сэндерсов. Под предлогом того, что в порту перепутали их наборы, Танцор требует слугу отдать ему столовые приборы Сэндерсов. Когда слуга отказывается отдать их отдать, Танцор угрожает ему, а затем убивает его из пистолета, когда тот пытается убежать по лестнице и предупредить хозяев. Танцор собирает приборы и относит их в автомобиль, говоря, что последними словами слуги были «мистер Сэндерс». Затем убийцы приезжают в гостиницу, где остановилась миссис Брэдшоу с дочкой. Узнав, что они отправились на экскурсию в океанариум, Танцор следует за ними. Найдя миссис Брэдшоу, он аккуратно вовлекает её в разговор, а затем предлагает подвезти её обратно в гостиницу. Пока они едут в машине, один из дорожных полицейских узнаёт Джулиана по разосланной ориентировке и сообщает в участок номер их автомобиля.
В гостиничном номере по просьбе Танцора Синди показывает ему куклу. Раскрыв тайник в кукле, Джулиан обнаруживает, что героина там нет. Это приводит Танцора в ярость, и он разрывает куклу на мелкие клочки. Затем он обыскивает номер, но ему не удаётся ничего найти. Под угрозами Танцора девочка сознаётся, забрала мешочек с белым порошком себе, и подумав, что это пудра, наложила её на лицо кукле. Танцор уже готов застрелить маму и дочь, но Джулиан отговаривает его, говоря, что они нужны для того, чтобы подтвердить боссу наркоторговцев историю о том, куда пропал героин. Взяв маму с дочкой с собой, бандиты приезжают в парк Сатро, где Танцор проходит к тайнику, но не кладёт наркотики в условленное место, а ожидает босса, чтобы объяснить ему ситуацию. Пока Танцор поджидает босса около тайника, машину Маклейна замечает один из патрульных полицейских, который вызывает на место детективов и полицейскую поддержку. Наконец, около тайника появляется человек в инвалидной коляске. Поняв, что это и есть босс, Танцор подходит к нему, чтобы объяснить пропажу наркотиков. Молча выслушав Танцора, человек говорит «ты покойник», потому что тот, кто знает босса в лицо, долго не живёт. Это приводит Танцора в ярость, и он сбрасывает человека вместе с коляской на каток, расположенный на нижнем этаже. В тот момент, когда Танцор садится в машину, к Сатро подъезжают Эл и Бен. Машина МкКейна срывается с места и уносится от полиции. Начинается погоня, в ходе которой машину Маклейна загоняют на строящуюся многоуровневую шоссейную развязку и запирают в тупике. Обезумевший Танцор убивает Маклейна. А когда Джулиан обвиняет Танцора в том, что тот довёл дело до провала, и собирается сдаться полиции, танцор убивает и его. Затем он хватает Синди в качестве заложницы и пытается бежать, но его настигает пуля полицейского.

## В ролях
- Илай Уоллак — Танцор
- Роберт Кит — Джулиан
- Ричард Джэкел — Сэнди Маклейн
- Вон Тейлор[англ.] — Босс
- Роберт Бейли[англ.] — Стейплз
- Уильям Лесли[англ.] — Ларри Уорнер
- Рэймонд Бейли[англ.] — Филипп Дресслер
- Мэри Лярош[англ.] — Дороти Брэдшоу
- Шерил Каллауэй — Синди Брэдшоу
- Эмиль Мейер — инспектор Эл Куайн
- Маршалл Рид[англ.] — инспектор Фред Эшер
- Уорнер Андерсон — лейтенант Бен Гатри

## Создатели фильма и исполнители главных ролей
До этого фильма режиссёр Дон Сигел сделал себе имя постановкой серии фильмов нуар, среди них «Вердикт» (1946), «Большой обман» (1949), «Бунт в тюремном блоке №11» (1954) и «Личный ад 36» (1954), а также фантастического фильма «Вторжение похитителей тел» (1956). Впоследствии лучшими фильмами Сигела стали жестокие нео-нуаровые триллеры «Убийцы» (1964), «Грязный Гарри» (1971) и «Чарли Вэррик» (1973).
Актёр Илай Уоллак был известен работами на телевидении, до «Линейки» он сыграл лишь в одном кинофильме, драме Элии Казана по пьесе Теннесси Уильямса «Куколка» (1956). В дальнейшем Уоллак прославился ролями в криминальной драме «Семь воров» (1960), популярных вестернах «Великолепная семёрка» (1960) и «Хороший, плохой, злой» (1966), криминальной комедии «Как украсть миллион» (1966) и драме «Люди по соседству» (1970). 
Характерный актёр Роберт Кит снимался в фильмах нуар «Бумеранг!» (1947), «Четырнадцать часов» (1947), «Женщина в бегах» (1950) и «Край гибели» (1950). 
Преимущественно телевизионный актёр, Уорнер Андерсон сыграл в 192 сериях телефильма «Линейка» (1954-60). Он также снимался в ролях второго плана в таких фильмах, как «Детективная история» (1951), «Звезда» (1952), «Бунт на „Кейне“» (1954) и «Школьные джунгли» (1955)
.

## История создания фильма
К 1958 году Дон Сигел «завоевал серьёзную репутацию как создатель умных, наполненных идеями и крайне жестоких криминальных фильмов», что позволило ему «получить выгодный заказ на постановку фильма по многолетнему телесериалу „Линейка“ (1954-60)». Фильм и сериал имеют несколько общих персонажей, в частности, «главную роль лейтенанта полицейского департамента Сан-Франциско в обоих случаях сыграл Уорнер Андерсон», но «сценарий является полностью оригинальным материалом». «Как и сериал, фильм снимался на натуре в Сан-Франциско, и Сигел использовал реализм окружающей среды и проистекающее из него правдоподобие для создания живого, захватывающего и крайне жестокого фильма». Однако фильм «полностью уходит от формата телесериала», а в центре внимания оказываются не постоянные герои из сериала, а фигуры наёмных убийц.
В своей автобиографии «Фильм Сигела» режиссёр вспоминает о борьбе с продюсером Джейми Дел Валле за изменение названия фильма: «Джейми Дел Валле был чистым телевизионным продюсером, и „Линейка“ была его первым художественным фильмом. Я заставил его нанять Стерлинга Силлифанта в качестве сценариста. Стерлинг имел огромный талант и многолетний опыт. Он писал не только быстро, он часто писал одновременно по два сценария для разных продюсеров… Мы оба сразу поняли, что назвать фильм „Линейка“ будет роковой ошибкой. Большинство людей будет путать фильм с сериалом, который они каждую неделю смотрят по телевидению. Нам казалось, что название типа „Погоня“ подошло бы картине намного лучше и заманило бы людей в кинотеатры». Однако Дел Валле одержал верх, заявив, что студия «Коламбия» уже утвердила название, посчитав, что успешный телесериал обеспечит такой же успех и кинофильму".

## Приём и оценка фильма критикой

### Общая оценка фильма
Как пишет кинокритик Джеф Стаффорд, «первоначальные опасения Сигела, что название фильма нанесёт вред его коммерческому потенциалу, оказались верными, и „Линейка“ имела очень слабые результаты в прокате, а большинство критиков проигнорировало фильм, посчитав его не выдающейся криминальной драмой». Так, журнал «Variety» назвал картину «умеренно увлекательной мелодрамой на тему контрабанды наркотиков в Сан-Франциско, но ей не хватает экшна вплоть до кульминационного эпизода в финале, который хорошо придуман и снят». Далее Стаффорд продолжает, что «сегодня „Линейка“ добилась признания у таких уважаемых исследователей кино, как Дэвид Томсон, который назвал её „очень влиятельной“ в развитии жанра», и Блейк Лукас, который подчеркнул, что «финальная погоня… визуально более точна, чем многие впечатляющие погони нынешних фильмов». Современный критик Дейв Кер охарактеризовал картину как «важный фильм категории В, поставленный одним из самых умелых мастеров Голливуда». Высоко оценил картину и Деннис Шварц, ответив, что этот «нуаровый фильм знаменателен своим великолепным исследованием характеров четырёх преступников: психопатического убийцы Танцора (Илай Уоллак), его старшего партнёра и наставника Джулиана (Роберт Кит), алкоголически-маниакального водителя Сэнди МкЛейна (Ричард Джекел) и хладнокровного босса сети героиновой контрабанды, прикованного к креслу инвалида, известного только как Человек (Воэн Тейлор)».

### Характеристика фильма
Брюс Эдер обратил внимание на стиль фильма, отметив, что он "предвосхищает работу Сигела над «Грязным Гарри» более чем десятилетие спустя. Эдер пишет, что режиссёр удачно «вплетает экшн в городскую среду, так что быстро забываешь, что это вымысел, и вовлекаешься в быстрый темп и ритм произведения — это несмотря на от факт, что режиссёр был ограничен довольно скромным бюджетом и необходимостью соблюдать формальные моменты сериала». Стаффорд, назвав фильм «хладнокровным и эффективным, как и двое его убийц», указывает, что поскольку «большая часть событий происходит в экзотических реальных местах и при ослепительном свете», картина стала «отходом от фильма нуар 1940-х годов», где действие, как правило, происходит «в атмосферически освещённых студийных декорациях». Одновременно, по мнению Стаффорда, «фильм смотрится как разогрев перед поставленным Сигелом в 1964 году римейком классического нуара „Убийцы“, где двое наёмных убийц также проявили чрезмерное любопытство в отношении своего работодателя, за что в итоге и поплатились». На связь с «Убийцами» обратил внимание и «TimeOut», указав, что оба фильма «имеют сходную посылку, где двое профессиональных убийц пытаются выйти за рамки своих задач. Но эта чёрно-белая вариация темы со своими бесстрастными психами, блуждающими по Сан-Франциско, более жестокая, садистская и угрожающая». Брюс Эдер назвал финал картины «сан-францисским эквивалентом развязки фильма нуар Жюля Дассена „Обнажённый город“ (1948)». Он также отметил, что в той же степени, как «Обнажённый город» «был рассказом о послевоенном Нью-Йорке, „Линейка“ является великолепным взглядом на Сан-Франциско конца 1950-х годов».
Высоко оценив фильм, Шварц отмечает, что он «начинается в очень быстром темпе и никогда не притормаживает, чтобы перевести дыхание». Другим достоинством картины является то, что "он хорошо использует съёмки на натуре в таких местах, как океанариум, каток в парке развлечений и недостроенный хайвей,… а «чувство отчаяния усиливают детали, такие как японская кукла, которую потрошат психопаты». Двух психопатов-убийц Шварц называет «настоящими красавцами, которые своими словесными гадостями придают фильму приятную причудливость, которая уравновешивает жестокость сцен» с их участием. Кроме того, по мнению Шварца, хотя «фильм знаменателен садизмом истории, над обычными фильмами категории В его поднимает странные вызывающие разговоры и полнейшая порочность всех преступников, которые показаны во всём своём уродстве, демонстрируя свойства характера, которые не находят никакого оправдания».

### Характеристика режиссёрской работы
Сегодня критики довольно высоко оценивают качество режиссёрской работы Сигела. Стаффорд отмечает, что «„Линейка“ стала наилучшим примером творческого подхода Сигела к жанровому кино категории В, на котором он специализировался вплоть до начала 1960-х годов, поднявшись затем до фильмов категории А с такими работами, как „Ад для героев“ (1962) и „Миллионы Мадигана“ (1968)». Стаффорд подчёркивает, что «его умение мастерски ставить эпизоды с экшном было хорошо известно, и особенно памятным стал напряжённый финал „Линейки“». Керр согласен с этим мнением, указывая, что «кульминацией фильма становится блестяще поставленная погоня по недостроенному шоссе». Отметив, что «в начале фильма слишком много времени тратится на полицейские процедуры и словесные изыски», «Variety» также выделяет «хорошую сцену погони в конце недостроенного шоссе», а Эдер, обратив внимание на «определённую вялость хода и тональности (фильма) перед продолжительной развязкой», также назвал финальную сцену преследования «великолепной».
Стаффорд приводит следующие слова Сигела о своей работе над фильмом: "Я стараюсь делать подбеги и погони насколько это возможно опасными. Когда ускользаешь в последний момент, это всегда намного более увлекательно, чем когда это происходит с большим запасом. Эта погоню делать было трудно и опасно. Много лет спустя, когда я вернулся в Сан-Франциско, чтобы снимать «Грязного Гарри» (1971), сержант полиции подошёл ко мне и показав на свои седые волосы, сказал: «Это сделал мне ты, когда мы работали с тобой над „Линейкой“. Я никогда не переживу ту погоню. Как у нас тогда никто не погиб, я никогда не пойму». Я не понял этого и сам. Сцена, где машина неожиданно тормозит у самого края незаконченного шоссе, не была комбинированной съёмкой. Там была реальная пропасть высотой в пять этажей. Каскадёр, который был за рулём автомобиля, Гай Уэй, должен был быть частично безумным. Его подружка, которая дублировала мать, была в машине вместе с ним. У неё несколько дней после съёмок продолжалась истерика. Всех актёров дублировали каскадёры. У нас не было способа защитить их… Уэй знал, что он делал, но я нервничал, как и вся полиция Сан-Франциско. Если бы лопнула шина или он бы заскользил слишком быстро, они бы все были покойниками".

### Характеристика актёрской работы
Среди актёрских работ наибольшее внимание обратила на себя игра Илая Уоллака в роли психопатического убийцы по имени Танцор. Сразу после выхода фильма «Variety» негативно оценил его работу, написав: «Уоллаку не удалась главная роль. Он выглядит как обычный бандит, умелый, но не особенно интересный». Сам Уоллак также не был доволен своей ролью и работой над ней, написав в своей автобиографии: «Во время съёмок я не был счастлив, и Сигел чувствовал это. Мне казалось, что я заключил сделку с дьяволом. Я пошёл на компромисс. Деньги казались важнее, чем игра в достойном фильме». На том этапе своей карьеры Уоллак был в основном театральным и телевизионным актёром, сыграв до того только в одном фильме «Куколка» (1956). По словам Сигела, Илай Уоллак считал, что «Линейка» «будет для него шагом назад. Он не мог поверить в темп нашей съёмки, он не мог поверить, что из этого выйдет что-либо хорошее». Современные критики, в частности, Деннис Шварц, наоборот оценивают актёрскую работу Уоллака положительно. А Стаффорд пишет: «Столь же памятным в „Линейке“, как и кульминационная автомобильная погоня, стало пугающее изображение Илаем Уоллаком Танцора, хотя он сомневался, стоит ли ему брать эту роль, и позднее сожалел о ней».